# Hanna Ferm

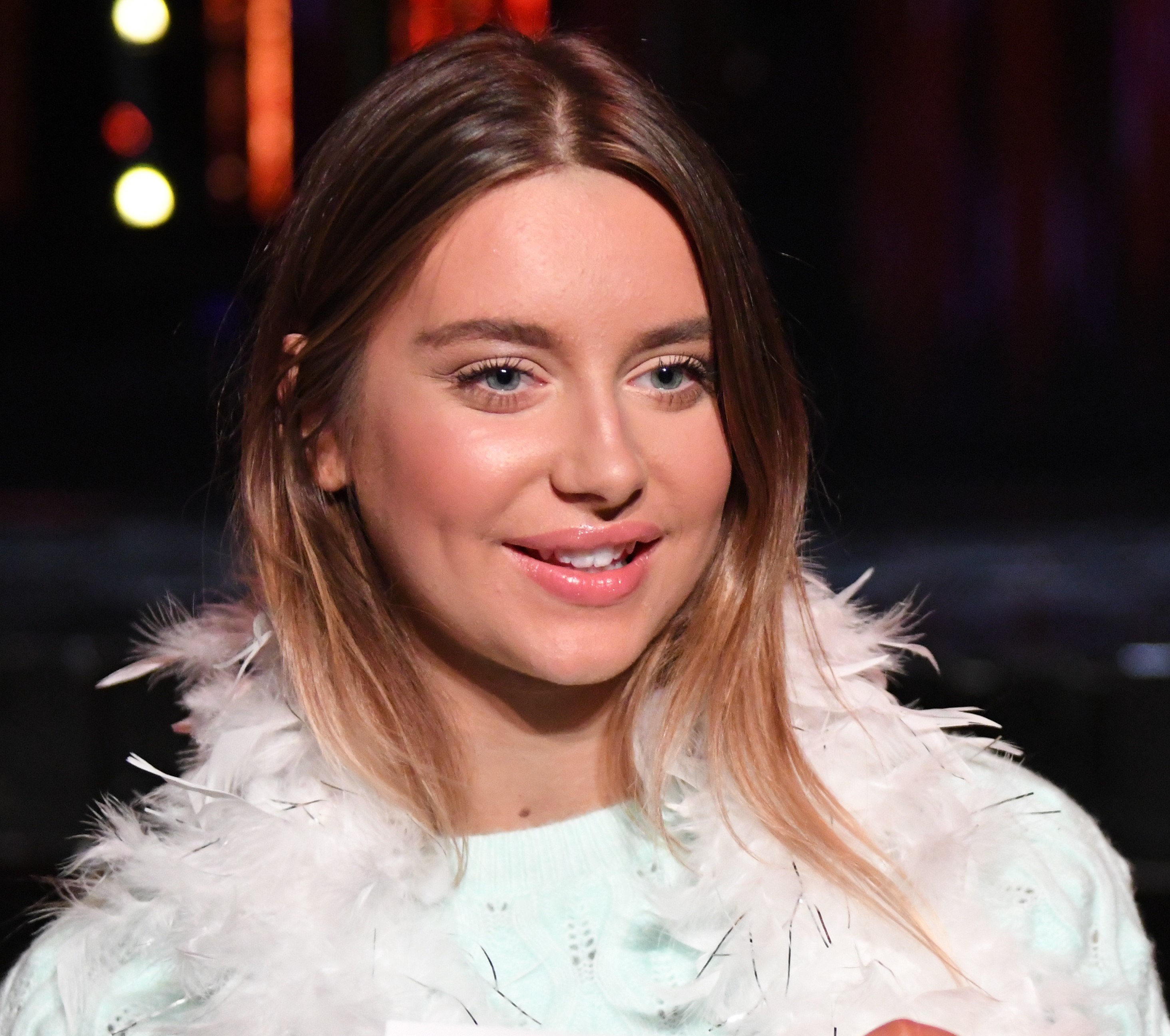
Hanna Ferm (2020)

Hanna Alma Beata Ferm (* 23. Oktober 2000 in Pixbo) ist eine schwedische Sängerin. In der 13. Staffel der Castingshow Idol belegte sie 2017 den zweiten Platz.

## Leben
Hannah Ferm wurde am 23. Oktober 2000 im schwedischen Pixbo geboren.
Ferm nahm 2014 an der TV4-Talentshow Talang Sverige teil und schaffte es bis zum zweiten Halbfinale des Wettbewerbs. Drei Jahre später nahm sie an Idol 2017 teil, bei dem Ferm es ins Finale in der Globen Arena schaffte. Dort landete sie hinter Chris Kläfford auf dem zweiten Platz.
Im Februar 2018 veröffentlichte Ferm ihre erste Single Never Mine, nachdem sie einen Plattenvertrag mit Universal Music unterschrieben hatte. Im Juli desselben Jahres veröffentlichte Ferm ihre zweite Single Bad Habit.
2019 nahm Ferm gemeinsam mit Liamoo am Melodifestivalen, dem schwedischen Vorentscheid zum Eurovision Song Contest, teil. Mit dem Song Hold You gelang es ihnen im zweiten Halbfinale in Malmö, sich direkt für das Finale am 9. März 2019 in Stockholm zu qualifizieren. Dort erreichten sie mit 107 Punkten den dritten Platz hinter John Lundvik und Bishara.
Ein Jahr später nahm Ferm erneut am Melodifestivalen mit dem Lied Brave teil. Im vierten Halbfinale konnte sie sich direkt für das Finale qualifizieren. Dort erreichte Ferm mit 94 Punkten den vierten Platz.

## Diskografie

### Alben
| Jahr | Titel                       | Höchstplatzierung, Gesamtwochen, AuszeichnungChartsChartplatzierungen (Jahr, Titel, Platzierungen, Wochen, Auszeichnungen, Anmerkungen) | Anmerkungen                              |
| Jahr | Titel                       | SE | Anmerkungen                              |
| ---- | --------------------------- | --- | ---------------------------------------- |
| 2022 | Ingen aning vart jag landar | SE36 (2 Wo.)SE | Erstveröffentlichung: 26. August 2022 EP |

### Singles
| Jahr | Titel Album                                      | Höchstplatzierung, Gesamtwochen, AuszeichnungChartsChartplatzierungen (Jahr, Titel, Album, Platzierungen, Wochen, Auszeichnungen, Anmerkungen) | Anmerkungen                                                          |
| Jahr | Titel Album                                      | SE | Anmerkungen                                                          |
| ---- | ------------------------------------------------ | --- | -------------------------------------------------------------------- |
| 2019 | Hold You –                                       | SE2 ×2Doppelplatin · (11 Wo.)SE | Erstveröffentlichung: 23. Februar 2019 ft. Liamoo                    |
| 2020 | Brave –                                          | SE5 (9 Wo.)SE | Erstveröffentlichung: 22. Februar 2020                               |
| 2021 | För evigt Ingen aning vart jag landar            | SE9 ×2Doppelplatin · (43 Wo.)SE | Erstveröffentlichung: 23. April 2021                                 |
| 2021 | Flyg fula fluga flyg Ingen aning vart jag landar | SE32 Platin · (8 Wo.)SE | Erstveröffentlichung: 5. November 2021                               |
| 2022 | Håller in håller ut Ingen aning vart jag landar  | SE66 Gold · (3 Wo.)SE | Erstveröffentlichung: 11. Februar 2022                               |
| 2022 | Välkommen åter –                                 | SE34 Platin · (23 Wo.)SE | Erstveröffentlichung: 20. Mai 2022 mit Junie                         |
| 2022 | Sommarregn –                                     | SE83 (1 Wo.)SE | Erstveröffentlichung: 17. Juni 2022 Oskar Häggström feat. Hanna Ferm |
| 2022 | Det är slut Ingen aning vart jag landar          | SE33 (3 Wo.)SE |                                                                      |
| 2023 | Vet hon om? –                                    | SE21 (5 Wo.)SE | Erstveröffentlichung: 27. Januar 2023                                |
| 2023 | Det är jag inte du –                             | SE44 (4 Wo.)SE | Erstveröffentlichung: 21. April 2023                                 |
| 2023 | Undantag –                                       | SE87 (1 Wo.)SE | Erstveröffentlichung: 9. Juni 2023                                   |
| 2023 | Kommer aldrig förlora –                          | SE52 (1 Wo.)SE | Erstveröffentlichung: 25. August 2023 mit Olivia Lobato              |
| 2023 | Valborg –                                        | SE10 (5 Wo.)SE | Erstveröffentlichung: 20. Oktober 2023                               |
| 2025 | Ett minne i taget –                              | SE72 (2 Wo.)SE | Erstveröffentlichung: 28. März 2025                                  |

Weitere Lieder
- 2018: Never Mine
- 2018: Bad Habit
- 2019: Hold You (featuring Liamoo)
- 2019: Torn (Cover)
- 2019: Outta Breath